# Branko Klun
Branko Klun, slovenski filozof in pedagog, * 1968.
Predava na Teološki fakulteti v Ljubljani. Leta 1999 je doktoriral iz filozofije.

## Nazivi
- docent za sodobno filozofijo (2001)
- asistent (1999)